# Nikola Ladan
Nikola Ladan, född 15 mars 1993 i Härlanda församling i Göteborg, är en svensk före detta fotbollsspelare. Ladan har även spelat för Sveriges futsallandslag.

## Karriär
Ladans moderklubb är KF Velebit. Som junior spelade han även för BK Häcken. Inför säsongen 2012 gick han till Qviding FIF.
I mars 2016 värvades Ladan av Syrianska FC. I augusti 2016 gick han till division 1-klubben Tvååkers IF. I januari 2017 värvades Ladan av Degerfors IF, där han skrev på ett tvåårskontrakt. I december 2018 förlängde Ladan sitt kontrakt med ett år. Den 1 december 2019 värvades Ladan av GAIS, där han skrev på ett tvåårskontrakt.
I januari 2022 värvades Ladan av Landskrona BoIS, där han skrev på ett tvåårskontrakt. I augusti 2022 avslutade han sin spelarkarriär och blev istället scout i italienska Genoa.